# I ragazzi dell'Hully Gully
I ragazzi dell'Hully Gully è un film del 1964 diretto da Marcello Giannini e Carlo Infascelli.
La pellicola fa parte del genere musicarello.

## Trama
Il conte Maurice Chanel Salimbeni, autore di canzoni, muore e lascia scritto nel testamento che tutti i suoi averi andranno a chi, tra i parenti (che non hanno mai visto di buon occhio la sua attività) riuscirà ad indovinare con esattezza la canzone che alla fine dell'anno avrà venduto di più. I vari parenti cercheranno di ottenere l'eredità, mentre sboccia l'amore tra Claretta e Alberto.

## Le canzoni
- Sei diventata nera, cantata dai Los Marcellos Ferial (titoli di testa)
- La vita è un paradiso di bugie, cantata da Luciana Gonzales
- Nota per nota, cantata da Ugo Molinari
- Musetto, cantata da Gianni Marzocchi
- Il cantico del cielo, cantata da Tonina Torrielli
- Viva la libertà, cantata da Bruno Lauzi
- Tu si 'na cosa grande, cantata da Ornella Vanoni
- Ma quando sono al mare, cantata da Fabrizio Ferretti
- Albero caduto, cantata da Ugo Molinari
- Il saluto del mattino, cantata da Françoise Hardy
- Hully gully in dieci, cantata da Edoardo Vianello
- La colpa fu, cantata da Ugo Molinari
- Il bosco innamorato, cantata da Tonina Torrielli
- In ginocchio da te, cantata da Gianni Morandi
- La tremarella, cantata da Edoardo Vianello

## Produzione
Prodotto da Carlo Infascelli il film venne girato negli Studi Olimpia Film di via delle Capannelle a Roma.
Nel film compaiono curiosamente brani del decennio precedente; alcuni filmati sono registrazioni del Festival di Sanremo e di quello di Napoli. In altre scene è possibile vedere spezzoni utilizzati in altri video musicali dell'epoca (come la ragazza che suona il tamburo, comparsa anche in un video di Remo Germani).